# Wazir Ali
Wazir Ali, född 1780, död 1817, var en indisk monark. Han var regerande nawab av Awadh (kung av Oudh) mellan 1797 och 1798.
Han adopterades av sin farbror och efterträdde sin adoptivfar 1797 med brittiskt stöd. Britterna anklagade honom för bristande lojalitet och avsatte honom till förmån för hans farbror. Han fick en brittisk pension och förvisades till Calcutta. 